# Пропановий редуктор

Редуктор пропановый БПО-5ДМ на балоні

Редуктор пропановий призначений для зниження і регулювання тиску газу — пропану, що надходить з балону, рампи або мережі, і автоматичної підтримки постійного заданого робочого тиску газу.
Пропанові редуктори, що використовують при газовому зварюванні і різанні металів, фарбують в червоний колір. Приєднуються до  балону накидною гайкою з різьбленням СП21,8LH 14 ниток на 1 дюйм.
На зображенні представлений балонний пропановий одноступінчатий редуктор БПО-5. Цей редуктор сертифікований в Росії,  Україні і Республіці Білорусь. Редуктор випускається згідно ГОСТ 13861-89. Найбільший допустимий тиск газу на вході в редуктор — 25 кгс / см, найбільший робочий тиск (тиск газу на виході) 3 кгс / см. При найбільшому робочому тиску витрата газу становить 5 м³ / год. Маса редуктора не більше 0,5 кг.
Редуктор приєднується до балону накидною гайкою. Газ, пройшовши вхідний фільтр, потрапляє в камеру високого тиску. При обертанні гвинта за годинниковою стрілкою зусилля натискної пружини передається через натискний диск, мембрану і штовхач на редукуючий клапан, який, переміщуючись, відкриває прохід газу через утворену щілину між клапаном і сідлом в робочу камеру.
Балонні пропанові редуктори (в залежності від моделі) мають прилади для визначення тиску газу, що виходить з редуктора (манометри низького (вихідного) тиску), для визначення тиску газу, що входить в редуктор (манометр високого (вхідного) тиску) або не мають їх взагалі . Відбір газу здійснюється через ніпель, який приєднується до редуктора гайкою з різьбленням М16 × 1,5LH. До ніпеля приєднується рукав діаметром 9 або 6 мм, що йде до пальника або різака.
 'Технічні характеристики деяких пропанових редукторів.' 
| Показатели:                                     | БПО — 5  | БПО — 5  | СПО — 6    | РПО — 25 | РПД — 25 |
| ----------------------------------------------- | -------- | -------- | ---------- | -------- | -------- |
| Найбільша пропускна здатність V, м3/ч           | 5        | 5        | 6          | 25       | 25       |
| Найбільший тиск газу на вході, P1, MPa (кгс/см) | 2,5 (25) | 2,5 (25) | 0,3 (3)    |          |          |
| Найбільший робочий тиск, P2, MPa (кгс/см)       | 0,3 (3)  | 0,3 (3)  | 0,15 (1,5) | 0,3 (3)  | 0,3 (3)  |
| Маса, кг, не более                              | 2,0      | 0,5      | 1,8        | 8        | 10       |

На редукторі повинно бути таке маркування:
1. Товарний знак підприємства-виробника.
2. Марка редуктора.
3. Рік випуску.